# Challenger de Bendigo 2020
El Challenger de Bendigo 2020 fue un evento de tenis de categoría challenger disputado entre el 12 y el 18 de enero en la ciudad de Bendigo, Australia. En su primera versión, y como parte de la temporada 2020, se jugó en el Fosterville Gold Tennis Centre en canchas duras. La competencia repartió un total de $54 160 en premios y 80 puntos ATP a los ganadores. 

## Distribución de puntos
| Modalidad    | Campeón | Finalista | Semifinales | Cuartos de final | 3ª ronda | 2ª ronda | 1ª ronda | Clasificados | 1ª ronda de clasificación |
| Individuales | 80      | 48        | 29          | 15               | 7        | 4        | 0        | 0            | -                         |
| Dobles       | 80      | 48        | 29          | 15               | -        | -        | 0        | 0            | -                         |

## Participantes en individuales

### Cabezas de serie
| Favorito | País                            | Jugador                 | Ranking | Posición en el torneo |
| -------- | ------------------------------- | ----------------------- | ------- | --------------------- |
| 1        | Bandera de Hungría              | Márton Fucsovics        | 70      | Segunda ronda         |
| 2        | Bandera de España               | Roberto Carballés Baena | 80      | Cuartos de final      |
| 3        | Bandera de Italia               | Stefano Travaglia       | 82      | Finalista             |
| 4        | Bandera de Estados Unidos       | Steve Johnson           | 84      | Campeón               |
| 5        | Bandera de Bosnia y Herzegovina | Damir Džumhur           | 91      | Cuartos de final      |
| 6        | Bandera de Bielorrusia          | Egor Gerasimov          | 98      | Segunda ronda         |
| 7        | Bandera de Estados Unidos       | Marcos Giron            | 107     | Semifinales           |
| 8        | Bandera de Australia            | Christopher O'Connell   | 117     | Cuartos de final      |
| 9        | Bandera de Francia              | Hugo Gaston             | 246     | Segunda ronda         |
| 10       | Bandera de Japón                | Yosuke Watanuki         | 261     | Tercera ronda         |
| 11       | Bandera de la India             | Sasikumar Mukund        | 266     | Tercera ronda         |
| 12       | Bandera de Francia              | Hugo Grenier            | 267     | Tercera ronda         |
| 13       | Bandera de Chile                | Tomás Barrios           | 323     | Tercera ronda         |
| 14       | Bandera de Rusia                | Konstantin Kravchuk     | 339     | Tercera ronda         |
| 15       | Bandera de El Salvador          | Marcelo Arévalo         | 351     | Segunda ronda         |
| 16       | Bandera de Australia            | Maverick Banes          | 355     | Tercera ronda         |

- Se ha tomado en cuenta el ranking del 9 de diciembre de 2019[1]

### Otros participantes
Los siguientes jugadores recibieron una invitación (wild card), por lo tanto ingresan directamente al cuadro principal (WC):
- Aaron Addison
- Jai Corbett
- Jayden Court
- Jake Delaney
- Jesse Delaney

Los siguientes jugadores entraron en el cuadro principal como suplentes (alt):
- Dane Sweeny

Los siguientes jugadores entraron al cuadro principal tras disputar las clasificaciones (Q):
- Yoshihito Nishioka
- Yaraslav Shyla

## Participantes en dobles

### Cabezas de serie
| Favoritos | Tenistas                          | Ranking | Posición en el torneo |
| 1         | Hugo Nys Andrés Molteni           | 124     | Cuartos de final      |
| 2         | Marcelo Arévalo Jonny O'Mara      | 132     | Finalistas            |
| 3         | Sander Arends Hsieh Cheng-peng    | 140     | Semifinales           |
| 4         | Jonathan Erlich Andrei Vasilevski | 152     |                       |

### Otros participantes
Las siguientes parejas recibieron una invitación (wild card), por lo tanto ingresan directamente al cuadro principal (WC):
- Jayden Court /  Alexander Crnokrak
- Calum Puttergill /  Dane Sweeny
- Maverick Banes /  Blake Ellis

Las siguientes parejas entraron en el cuadro principal como suplentes (Alt):
- Sho Shimabukuro /  Min-kyu Song (por  Jonathan Erlich /  Andrei Vasilevski)

## Campeones

### Individual Masculino
- Steve Johnson  derrotó en la final a  Stefano Travaglia por 7–6 (2), 7–6 (3)

### Dobles Masculino
- Nikola Čačić /  Denys Molchanov  derrotaron en la final a  Marcelo Arévalo /  Jonny O'Mara por 7–6 (3), 6–4